# Seki (Go)

Seki-Stellung ohne Augen

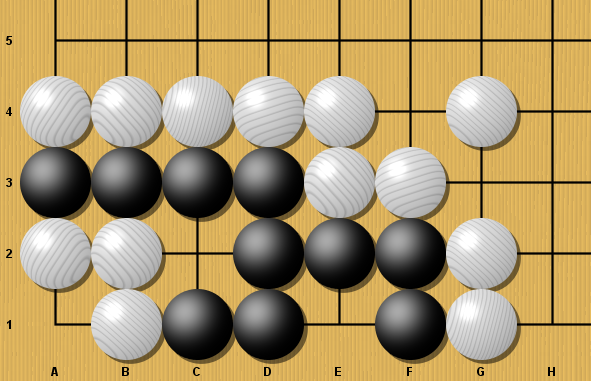
Seki-Stellung mit Augen (Beispiel 1)

Seki-Stellung mit Augen (Beispiel 2)

Als Seki (jap. セキ) bezeichnet man eine spezielle Stellung im Brettspiel Go.    
Eine solche Stellung liegt dann vor, wenn sich die schwarzen und weißen Steine Freiheiten teilen, die keiner von beiden ausfüllen kann, ohne selbst dadurch geschlagen werden zu können. Da also kein Spieler die Gruppe des anderen töten kann, leben beide Gruppen. Nach japanischer Zählweise gibt es im Seki keine Punkte. Eine Seki-Stellung kommt daher dem gleich, was man umgangssprachlich unzutreffend eine Pattstellung nennt.
Folgende zwei verschiedene Seki-Situationen sind möglich:
1. Seki ohne Augen
2. Seki mit Augen

## Seki ohne Augen
Beim Seki ohne Augen haben beide Gruppen zwei gemeinsame Freiheiten. Setzt einer eine der beiden Freiheiten zu, so wird er im Folgezug vom Gegner durch Nehmen der letzten Freiheit selbst herausgenommen.
Im oberen Beispiel wären die beiden gemeinsamen Freiheiten A2 und D1.
(Dieses Beispiel geht natürlich davon aus, dass in der Gesamtsituation auf dem Brett die umgebende weiße Gruppe nicht von außen her durch Schwarz geschlagen werden kann).

## Seki mit Augen
Beim Seki mit Augen existieren drei Freiheiten. Jede Gruppe hat eine separate (das Auge) und beide Gruppen haben eine dritte gemeinsam. Damit hat insgesamt jede Gruppe wie beim Seki ohne Augen zwei Freiheiten. Setzt sich einer sein eigenes Auge zu, kann er im Folgezug durch Zusetzen der gemeinsamen Freiheit raus genommen werden. Setzt einer jedoch diese zu, so ist sein Auge seine letzte Freiheit; auch hier wird er im Folgezug geschlagen.
Im ersten Beispiel wäre A1 das Auge von Weiß, E1 das Auge von Schwarz (diese beiden zählen je einen Gebietspunkt für Weiß und Schwarz) und C2 ist die gemeinsame Freiheit – ein neutraler Punkt, der in der Endabrechnung weder für Schwarz noch für Weiß als Gebiet zählt. Im zweiten Beispiel sind die Augen von Schwarz und Weiß unecht, da hier sowohl Schwarz als auch Weiß getrennte Gruppen haben. Käme für einen Spieler noch ein zweites Auge hinzu, würde dessen Gruppe dennoch nicht leben, da sie anhand der unechten Augen getrennt werden könnten.